# Angol női labdarúgó-bajnokság (másodosztály)
A Women's Championship az angol női labdarúgás másodosztálya, melyet 2014 óta rendeznek meg hivatalosan.

## A 2021–22-es szezon résztvevői
| Klub                  | Település      | Stadion                          | Férőhely | 2018–19-as helyezés |
| --------------------- | -------------- | -------------------------------- | -------- | ------------------- |
| Blackburn Rovers      | Bamber Bridge  | Irongate                         | 3 000    | 9.                  |
| Bristol City          | Bath           | Twerton Park                     | 3 528    | FA WSL 12.          |
| Charlton Athletic     | Bexley         | The Oakwood                      | 1 180    | 8.                  |
| Coventry United       | Coventry       | Butts Park Arena                 | 4 000    | 10.                 |
| Crystal Palace        | Bromley        | Hayes Lane                       | 5 000    | 7.                  |
| Durham                | Durham         | New Ferens Park                  | 3 000    | 2.                  |
| Lewes                 | Lewes          | The Dripping Pan                 | 3 000    | 5.                  |
| Liverpool             | Birkenhead     | Prenton Park                     | 16 587   | 3.                  |
| London City Lionesses | Dartford       | Princes Park                     | 4 100    | 6.                  |
| Sheffield United      | Chesterfield   | Proact Stadium                   | 10 504   | 4.                  |
| Sunderland            | Hetton-le-Hole | Eppleton Colliery Welfare Ground | 2 500    | FA WNL-N 1.         |
| Watford               | Kings Langley  | Gaywood Park                     | 1 500    | FA WNL-S 2.         |

## Bajnokok
| Év      | Bajnok                  | Második                 | Harmadik           | Gólkirálynő                                               | Gólok |
| ------- | ----------------------- | ----------------------- | ------------------ | --------------------------------------------------------- | ----- |
| 2014    | Sunderland              | Doncaster Rovers Belles | Reading            | Fran Kirby (Reading)                                      | 24    |
| 2015    | Reading                 | Doncaster Rovers Belles | Everton            | Courtney Sweetman-Kirk (Doncaster Rovers Belles)          | 20    |
| 2016    | Yeovil Town             | Bristol City            | Everton            | Ini-Abasi Umotong (Oxford United) Jo Wilson (London Bees) | 13    |
| 2017    | Everton                 | Doncaster Rovers Belles | Millwall Lionesses | Courtney Sweetman-Kirk (Doncaster Rovers Belles)          | 9     |
| 2017–18 | Doncaster Rovers Belles | Brighton & Hove Albion  | Millwall Lionesses | Jessica Sigsworth (Doncaster Rovers Belles)               | 15    |
| 2018–19 | Manchester United       | Tottenham Hotspur       | Charlton Athletic  | Jessica Sigsworth (Manchester United)                     | 17    |
| 2019–20 | Aston Villa             | Sheffield United        | Durham             | Katie Wilkinson (Sheffield United)                        | 14    |
| 2020–21 | Leicester City          | Durham                  | Liverpool          | Katie Wilkinson (Sheffield United)                        | 19    |
| 2021–22 | Liverpool               | London City Lionesses   | Bristol City       | Abi Harrison (Bristol City)                               | 17    |